# Renard (avions)
Pour les articles homonymes, voir Renard (homonymie).
Cet article retrace l'ensemble des avions auxquels participa Alfred Renard aussi bien au sein de Stampe et Vertongen que des firmes portant son nom (Société des avions et moteurs Renard et Renard Constructions Aéronautiques avant la Seconde Guerre mondiale) puis au sein de Stampe et Renard après guerre.

## Historique
Le sigle SV, qui apparaît dès 1923, résulte de l'association des deux pilotes Jean Stampe et Maurice Vertongen. L'ingénieur Alfred Renard étudia et dessina les plans des avions qui sont fabriqués sous l'appellation R.S.V.
En 1925, Alfred Renard et son frère Georges fondent la Société des avions et moteurs Renard. Au cours des années 1927-1928, les frères Renard se séparent de Stampe et Vertongen. Ils s'installent avenue Jules Bordet, à Evere (Bruxelles) et créent la firme Renard Constructions Aéronautiques. On leur doit, avec Jean Stampe, le légendaire Stampe SV-4, biplan d'écolage et de voltige utilisé dans le monde entier, notamment en Belgique et en France, pendant des décennies. En 1937, la firme sort le chasseur monoplace R-36 doté d'un moteur Hispano-canon. Malheureusement, l'accident du pilote Eric de Spoelbergh met un terme aux espoirs de voir l'aviation militaire belge passer des commandes.
Ils construisent également en 1937-1938 un trimoteur stratosphérique à cabine pressurisée, le R-35, premier du genre, mais ce programme sera tragiquement stoppé avec la mort du pilote Georges Van Damme et la destruction du prototype le 1er avril 1938 à Haren-Evere (aérodrome de Bruxelles).
En 1939, la Renard Constructions Aéronautiques achete une licence pour la construction du PZL.37 Łoś (Moose), avec des moteurs Gnome Rhône 14. Il était prévu de construire au moins 20 unités. Les avions PZL P-37 Łoś devaient être produits pour l'exportation en deux versions :
- PZL P-37 Łoś C

Les avions, version C, d'une vitesse maximale de 460 km/h, ont été conçus exclusivement pour les clients étrangers. Ils devaient être équipés de moteurs Gnome et Rhône 14N01 (970 ch).
- PZL P-37 Łoś D

Les avions, version D, d'une vitesse maximale de 490 km/h, ont été conçus exclusivement pour les clients étrangers. Ils devaient être équipés de moteurs Gnome et Rhône 14NO 20/21 (1 050 ch).
Il n'y a pas de données fiables concernant la version produite sous le label Renard Constructions Aéronautiques, les archives PZL Okecie ayant été détruites pendant la guerre.
|                                                                                       | Heinkel He 111P       | Dornier Do 17Z         | Renard PZL.37C          | Renard PZL.37D              |
| Dimensions                                                                            | Dimensions            | Dimensions             | Dimensions              | Dimensions                  |
| ------------------------------------------------------------------------------------- | --------------------- | ---------------------- | ----------------------- | --------------------------- |
| Envergure [m]                                                                         | 22,5                  | 18,00                  | 17,93                   | 17,93                       |
| Longueur [m]                                                                          | 16,4                  | 15,80                  | 12,92                   | 12,92                       |
| Hauteur [m]                                                                           | 3,9                   | 4,60                   | 4,25                    | 4,25                        |
| Surface alaire [m2]                                                                   | 86,5                  | 55,00                  | 53,51                   | 53,58                       |
| Masses                                                                                |                       |                        |                         |                             |
| Maximale [kg]                                                                         | 14 075                | 8 800                  | 9 120                   | 9 170                       |
| À vide avec un équipement fixe [kg]                                                   | 7 720                 | 5 200                  | 5 000                   | 5 050                       |
| Résultats                                                                             |                       |                        |                         |                             |
| Vitesse maximale / à la hauteur des bombes de fret [km/h]/[m]/[kg]                    | 395 /5 000/2 000      | 360/-/1 100            | 460/4 600/2 000         | 490/5 000/-                 |
| Vitesse minimale (volets et les becs ouverts) [km/h]                                  | -                     | -                      | 120                     | -                           |
| Plafond [m]                                                                           | 8 390                 | 8 200                  | 7 000                   | -                           |
| Autonomie                                                                             |                       |                        |                         |                             |
| Total bombes de fret sans réservoirs [km]                                             | 1 200                 | 1 500                  | 1 500/2 200 kg          | -                           |
| Avec des réservoirs supplémentaires (900 litres) et charge utile 1 760 kg bombes [km] | -                     | -                      | 2 600 (1 760 kg bombes) | -                           |
| Moteurs                                                                               |                       |                        |                         |                             |
| Modèle et puissance                                                                   | Daimler-Benz DB 601 - | BMW Bramo 323P 1000 KM | Gnôme-Rhône NO1 970 KM  | Gnôme-Rhône NO20/21 1050 KM |

Après la Seconde Guerre mondiale, Jean Stampe et Alfred Renard renouent pour fonder la société Stampe et Renard dont la principale activité fut de reprendre la fabrication des modèles SV-4B. Leurs dernières productions seront le SV-4D et le SR-7B. La société Stampe et Renard ferme définitivement ses portes en janvier 1970.

## Les moteurs Renard
La Société anonyme des avions et moteurs Renard, au capital de 2 millions de francs belges de l'époque, est formée en avril 1925. Placée sous la présidence du colonel Moullard, elle se donne pour mission essentielle la fabrication des moteurs d'aviation Renard. Son conseil d'administration regroupe des noms déjà importants de l'aéronautique belge de l'entre-deux-guerres, à savoir Jean Stampe et l'ingénieur Alfred Renard, directeur technique de la société, qui avait largement participé à la conception des modèles R.S.V. (R.S.V.32-90, R.S.V.26-180 ...).
La Société anonyme des avions et moteurs Renard construit son premier moteur d'avion, le type 100 dans ses ateliers du 598, chaussée de Louvain à Bruxelles. Ses principales caractéristiques sont :
- 5 cylindres en étoile à refroidissement par air
- homologué à 100 ch à 1 400 tr/min, fournissait 120 ch à 1 580 tr/min
- cylindres en acier, culasses en alliage léger
- cylindres et culasses assemblées simultanément par des tiges filetées dans le carter
- commande de soupapes par un système d'excentriques portant des galets à leur périphérie
- embiellage du type à bielle maîtresse et biellettes
- vilebrequin reposant sur 2 roulements à galets et un roulement à billes oblique
- double pompe à engrenages pour la lubrification sous pression
- masse de 125 kg avec le moyeu porte-hélice et 2 magnétos

Ce moteur est homologué par les services techniques de l'Aéronautique belge le 8 juin 1927.
Le moteur type 100, homologué à 100 ch et qui développait 120 ch à 1 580 tr/min, est réétudié pour devenir le type 120 développant 120 ch à 1 750 tr/min.
Le moteur type 120, réétudié une nouvelle fois, est homologué à 140 ch après modification de la culasse. Les tiges de culbuteurs sont disposées en V.
Les principes de construction des type 7, type 200 et type 400 reprennent ceux établis pour le type 120.
Le moteur type 400 résulte du jumelage de deux type 200 montés sur le même vilebrequin.
| Paramètres               | Renard type 100 et 120 | Renard type 7         | Renard type 200       | Renard type 400       |
| ------------------------ | ---------------------- | --------------------- | --------------------- | --------------------- |
| Puissance nominale       | 100 ch / 120 ch        | 180 ch à 2 000 tr/min | 235 ch à 1 950 tr/min | 495 ch à 1 800 tr/min |
| Nombre de cylindres      | 5                      | 7                     | 9                     | 18 en 2 étoiles       |
| Alésage                  | 120 mm                 | 120 mm                | 120 mm                | 120 mm                |
| Course                   | 140 mm et 145 mm       | 150 mm                | 150 mm                | 150 mm                |
| Cylindrée totale         | 7 900 et 8 200 cm3     |                       |                       |                       |
| Taux de compression      | 5,2 et 5,3             | 5,6                   | 5,6                   | 6                     |
| Poids en ordre de marche | 125 kg et 130 kg       | 175 kg                | 225 kg                | 360 kg                |
| Poids par cheval         | 1 kg/ch                |                       |                       |                       |
| Diamètre                 | 1,08 m                 | 1,12 m                | 1,12 m                | 1,14 m                |
| Entraînement de l'hélice | prise directe          | prise directe         |                       | prise directe         |
| Sens de rotation         | horlogique             |                       |                       |                       |
| Couple moyen             | 539 N m                |                       |                       |                       |
| Consommation en essence  | 225 et 235 g/ch/h      | 225 g/ch/h            | 225 g/ch/h            |                       |

## Les avions et moteurs Renard (liste chronologique)

### Les modèles R.S.V. (Renard - Stampe - Vertongen)
- R.S.V.32
  - R.S.V.32-90
  - R.S.V.32-100
  - R.S.V.32-105
  - R.S.V.32-110
  - R.S.V.32-120 (moteur Gipsy 120 ch)
  - R.S.V.32-120 (moteur Renard 120 ch)
  - R.S.V.32-130
- R.S.V.26-180
- R.S.V.23-180
- R.S.V.22
  - R.S.V.22-180
  - R.S.V.22-200
  - R.S.V.22-« Titan »
- R.S.V.26-100
- R.S.V.18-100

### Société anonyme des avions et moteurs Renard
- Moteur Renard type 100
- Moteur Renard type 120
- Moteur Renard type 7
- Moteur Renard type 200
- Moteur Renard type 400
- Renard « Épervier »

### Renard Constructions Aéronautiques
- Renard R-16 et R-17
- Renard R-30
- Renard R-31
- Renard R-32
- Renard R-33
- Renard R-34
- Renard R-35
- Renard R-36 et dérivés (37 - 38 - 40)
- Renard R.38

### Stampe et Renard
- Stampe et Vertongen SV-4
  - Stampe et Vertongen SV-4
  - Stampe et Vertongen SV-4B
  - Stampe et Vertongen SV-4A
  - Stampe et Vertongen SV-4C
  - Stampe et Vertongen SV-4D
  - Stampe et Vertongen SV-4L
  - Stampe et Vertongen SV-4P
  - Stampe et Vertongen SV-4 « Mathis »
- Stampe et Renard SR-6
- Stampe et Renard SR-7 - Farman « Monitor I »
- Stampe et Renard SR-7B - Farman « Monitor III » F-521.01
- Stampe et Renard SR-8 - Farman « Monitor II » F-510